# Paul Whitehead

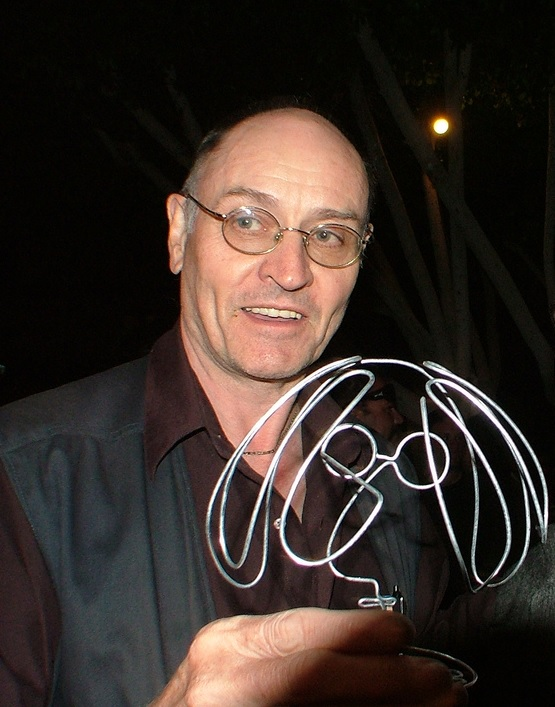
Paul Whitehead mit einer Drahtskulptur von John Lennon

Paul Whitehead ist ein britischer Maler und Grafikkünstler, der vor allem für seine oft surrealistischen Plattencover für verschiedene Bands und Künstler des Plattenlabels Charisma Records in den 1970er-Jahren, wie insbesondere Genesis und Van der Graaf Generator, bekannt ist.

## Leben und Werk

### Ausbildung
Whitehead absolvierte als Stipendiat an der University of Oxford ein Kunststudium.

### England: Liberty Records und Charisma Records
Mitte der 1960er-Jahre führte eine Kunstausstellung in London zur Zusammenarbeit mit dem Jazz-Plattenlabel Liberty Records. Das erste von ihm entworfene Plattencover war für die Wiederveröffentlichung eines Albums von Fats Domino. Daran schlossen sich weitere Albumcover für verschiedene Wiederveröffentlichungen im britischen Markt an. Im Jahr 1968 wurde Whitehead künstlerischer Direktor des Magazins Time Out London, was zu weiteren Aufträgen für Albumcover führte.
Nachdem er den Musikproduzenten John Anthony kennen gelernt hatte, stellte dieser ihn Tony Stratton-Smith, dem Gründer und Inhaber von Charisma Records, vor. Stratton-Smith stellte Whitehead wiederum der Band Genesis vor, deren 1970er-Album Trespass er daraufhin gestaltete. Charisma Records räumte Whitehead vollständige künstlerische Freiheit bei der Gestaltung seiner Werke ein. So gestaltete er in der Folge zahlreiche, oft surrealistisch geprägte Cover für Charisma-Bands wie Genesis, Van der Graaf Generator, die vorübergehend sehr erfolgreichen Lindisfarne und Van-der-Graaf-Generator-Sänger Peter Hammill. Auf den Peter-Hammill-Alben Fool’s Mate (Schlagzeug) und In Camera (Percussion) hat Whitehead auch musikalisch mitgewirkt.

### Vereinigte Staaten
Im Jahr 1973 wanderte Whitehead in die USA nach Los Angeles aus, wo er weiterhin – nun als Selbstständiger – Plattencover entwarf. Im Jahr 2000 erstellte er das Logo für NEARfest.
Als Mitgründer der Eyes and Ears Foundation organisierte er das „Drive Though Art Gallery“ Artboard Festival im Februar 1977. Er hat auch Wandgemälde (murals) und Firmenlogos erstellt. So hat er es mit dem weltweit größten in einem Gebäude erstellten Wandgemälde in das Guinness-Buch der Rekorde geschafft.

## Ausgewählte Werke

### Albumcover
Genesis
- 1970 Trespass
- 1971 Nursery Cryme
- 1972 Foxtrot
- 1973 Genesis Live (Schriftzug)

Van der Graaf Generator
- 1970 H to He, Who Am the Only One
- 1971 Pawn Hearts

Peter Hammill
- 1971 Fool's Mate
- 1973 Chameleon in the Shadow of the Night

Le Orme
- 1975 Smogmagica
- 2001 Elementi
- 2004 L'infinito

Alex Carpani
- 2004 Waterline
- 2010 The Sanctuary

Sonstige
- 1969 High Tide – Sea Shanties
- 1971 Renaissance – Illusion
- 1975 Tom Fogerty – Myopia
- 2001 Submarine Silence – Submarine Silence
- 2004 Various artists – The Colossus of Rhodes
- 2004 Systems Theory – Soundtracks for Imaginary Movies
- 2006 Akacia – Fading Time
- 2007 Systems Theory – Codetalkers
- 2007 Holding Pattern – Breaking the Silence
- 2013 Days Between Stations – In Extremis
- 2014 Gnu Quartet – Karma
- 2018 Fernando Perdomo – Out to Sea
- 2018 Robbie Gennet – Gleams
- 2019 Fernando Perdomo  – Out to Sea 2
- 2020 Fernando Perdomo  – Out to Sea 3

### Verschiedenes
- 1977 „Solar Carte“ (mural)
- 1978 Armando Gallo – Genesis: The Evolution of a Rock Band (book cover)
- 2001 Kevin Holm-Hudson – Progressive Rock Reconsidered (book cover „Storm In a Teacup“)